# Höchstädt an der Donau
Höchstädt an der Donau es un municipio situado en el distrito de Dilinga, en el estado federado de Baviera (Alemania), con una población a finales de 2016 de unos 6668 habitantes.
Se encuentra ubicado al oeste del estado, en la región de Suabia, cerca de la frontera con el estado federado de Baden-Wurtemberg y a orillas del río Danubio.